# 7 november
7 november is de 311de dag van het jaar (312de dag in een schrikkeljaar) in de gregoriaanse kalender. Hierna volgen nog 54 dagen tot het einde van het jaar.

## Gebeurtenissen
- Algemeen
  - 1393 - Walram IV van Nassau-Wiesbaden-Idstein wordt opgevolgd door zijn zoon Adolf II van Nassau-Wiesbaden-Idstein.
  - 1954 - Oprichting van het Olivaint Genootschap van België.[1]
  - 1975 - Bij een explosie bij DSM in Geleen komen 14 medewerkers om het leven en raken 109 medewerkers zwaargewond. De bedrijfsbrandweer heeft tot 14 november nodig om de hevige branden op het terrein te blussen.
  - 1975 - Na een gijzeling van meer dan een maand wordt de Nederlandse zakenman dr. Tiede Herrema vrijgelaten door de IRA.[1]
  - 2012 - Bij een aardbeving met een kracht van 7,4 op de schaal van Richter in Guatemala komen 48 mensen om het leven en raken meer dan 150 mensen gewond.
  - 2018 - Bij een schietpartij in een country-western bar in Thousand Oaks, Californië, Verenigde Staten, worden dertien mensen gedood, terwijl zestien anderen gewond raakten.
  - 2020 - Het Britse tijdschrift DJ Mag roept de Franse dj David Guetta uit tot beste dj van de wereld. het Belgische duo Dimitri Vegas & Like Mike, staat op de tweede plaats. De Nederlanders Martin Garrix en Armin van Buuren zijn derde en vierde.[2]
  - 2021 - Bij een ongeluk met een vrachtwagen in de buurt van de Mexicaanse plaats Chaclo vallen zeker 19 doden.[3]
  - 2021 - In meerdere steden in Polen protesteren tienduizenden mensen tegen de nieuwe anti-abortuswet. Aanleiding is het overlijden van een 30-jarige zwangere vrouw, bij wie artsen vanwege de wet geen abortus wilden doen.[4]
- Economie
  - 2001 - Faillissement van de Belgische luchtvaartmaatschappij Sabena.[1]
- Media
  - 1990 - Een derde van het filmterrein van de Universal Studios wordt door brand verwoest.
  - 2017 - Twitter gaat al zijn gebruikers toestaan om 280 tekens per tweet te gebruiken. Dat is het dubbele van de eerdere limiet van 140 karakters.
- Oorlog
  - 1917 - Het Egyptische Expeditieleger wint de Derde Slag om Gaza.[1]
  - 1918 - De laatste aan shellshock lijdende soldaat wordt geëxecuteerd wegens desertie.[1]
  - 1938 - De Pools-Duitse Jood Herschel Grynszpan schiet in Parijs een Duitse diplomaat neer en ontketent zo de Kristallnacht.[1]
  - 1994 - In Angola levert het regeringsleger slag met de guerrillabeweging UNITA om de stad Huambo, het hoofdkwartier van de rebellen.
- Politiek
  - 921 - Verdrag van Bonn: Koning Karel de Eenvoudige van West-Francië en koning Hendrik de Vogelaar van Oost-Francië tekenen een "vriendschapsverdrag" en erkennen de Rijn als elkaars rijksgrens.
  - 1917 - Begin van de Oktoberrevolutie: Lenin, de aanvoerder van de bolsjewieken, leidt de communisten in een vrijwel bloedeloze staatsgreep tegen de Voorlopige Regering.[1] (In Rusland gold toentertijd de juliaanse kalender en volgens die kalender was het toen 25 oktober.)
  - 1918 - Een revolutie onder leiding van Kurt Eisner leidt tot de val van koning Lodewijk III van Beieren.
  - 1944 - Franklin Delano Roosevelt wordt voor een vierde termijn als president van de VS gekozen, een unicum in de Amerikaanse geschiedenis.[1]
  - 1956 - Suezcrisis: De VN neemt een resolutie aan waarbij Franse, Britse en Israëlische troepen zich onmiddellijk uit Egypte moeten terugtrekken.
  - 1989 - David Dinkins wordt gekozen als eerste zwarte burgemeester van New York.[1]
  - 1989 - In Birma worden op 27 mei 1990 algemene verkiezingen gehouden, zo maakt een verkiezingscommissie van de militaire junta bekend.
  - 1989 - Na 105 jaar van koloniaal bewind, waarvan de laatste 74 onder Zuid-Afrikaanse overheersing, gaan Namibiërs naar de stemlokalen om een wetgevende vergadering te kiezen voor een onafhankelijk Namibië, het laatste mandaatgebied op het Afrikaanse continent.
  - 1990 - Het militaire regime in Birma bedient zich van "genadeloze repressie", stelt mensenrechtenorganisatie Amnesty International in een rapport.
  - 2002 - Iran verbiedt het adverteren van Amerikaanse producten.
  - 2007 - In België keuren de Vlaamse leden van de Kamercommissie Binnenlandse Zaken eenzijdig de splitsing van Brussel-Halle-Vilvoorde goed. De Franstalige leden verlaten bij aanvang onmiddellijk de zaal.
  - 2012 - De Democraat Barack Obama wordt bij de Amerikaanse presidentsverkiezingen verkozen voor een tweede termijn als president.
  - 2020 - De Democraat Joe Biden wordt bij de Amerikaanse presidentsverkiezingen verkozen als president.
  - 2021 - Bij presidentsverkiezingen in Nicaragua wordt zittend president Daniel Ortega verkozen voor een nieuw termijn.[5]
  - 2023 - De Portugese premier António Costa treedt af vanwege een onderzoek naar illegale afspraken rond de winning van lithium en de productie van waterstof in Portugal. Ook minister João Galamba van Infrastructuur geldt als verdachte in het onderzoek.[6]
- Religie
  - 2010 - Paus Benedictus XVI wijdt in Barcelona de Sagrada Família in tijdens de eerste mis in de enorme kerk.
- Sport
  - 1978 - Ajax organiseert een afscheidswedstrijd voor Johan Cruijff tegen FC Bayern München. De Duitse club wint met 8-0.[7]
  - 2014 - Opening van het Akwa Ibom Stadion in de Nigeriaanse stad Uyo.
  - 2017 - Voormalig topatleet Frankie Fredericks, die in Frankrijk is aangeklaagd voor zijn rol in een omkopingszaak rond de toewijzing van de Olympische Zomerspelen 2016 aan Rio de Janeiro, wordt geschorst als lid van het Internationaal Olympisch Comité (IOC).
  - 2020 - In Rosmalen (Nederland) wint Ceylin del Carmen Alvarado de Europese Kampioenschappen veldrijden. De Nederlandse veldrijdsters Annemarie Worst en Lucinda Brand worden tweede en derde.[8]
  - 2021 - Marrit Steenbergen haalt goud op de 200 meter vrije slag bij de Europese Kampioenschappen kortebaan zwemmen in Kazan (Rusland). Barbora Seemanová uit Tsjechië wordt tweede en nummer drie is de Sloveense Katja Fain.[9]
  - 2021 - De Nederlandse gemengde estafetteploeg zwemt naar goud op de 4x50 meter wisselslag bij de Europese Kampioenschappen kortebaan zwemmen in Kazan (Rusland) en doet dit in een wereldrecordtijd van 1.36,18. Italië en Rusland worden tweede en derde.[9]
  - 2021 - Maaike de Waard pakt zilver op de 50 meter vlinderslag bij de Europese Kampioenschappen kortebaan zwemmen in Kazan (Rusland). De Zweedse Sarah Sjöström wordt kampioen en Silvia Di Pietro uit Italië wordt derde.[9]
  - 2021 - Veldrijder Lars van der Haar rijdt naar goud bij de Europese Kampioenschappen veldrijden in Wijster (Nederland). De Belgen Quinten Hermans en Michael Vanthourenhout worden tweede en derde.[10]
- Wetenschap en technologie
  - 1908 - Ernest Rutherford slaagt er voor het eerst in een atoom te isoleren.[1]
  - 1940 - De Tacoma Narrows Bridge ("Galloping Gertie") stort in door hevige resonantie, opgewekt door de wind.
  - 1996 - NASA lanceert de Mars Global Surveyor. Het ruimtevaartuig zal niet gaan landen maar blijft in een baan om Mars en doet vanaf daar onderzoek naar de planeet.[11]
  - 2005 - Visual Studio 2005 wordt officieel op de markt gezet.
  - 2021 - Voor het eerst maakt een Chinese vrouwelijke taikonaut een ruimtewandeling.[12]
  - 2022 - Lancering van een Antares 230+ raket van Northrop Grumman vanaf Wallops Flight Facility platform 0A met het Cygnus ruimtevaartuig voor de CRS NG-18 bevoorradingsmissie van het ISS. Verder zijn er enkele CubeSats aan boord waaronder de eerste satelliet van Zimbabwe (ZIMSAT-1) en van Oeganda (PEARLAFRICASAT-1). Enige tijd na de lancering ontstaat er een probleem met een zonnepaneel dat zich niet kan ontvouwen.[13][14][15]
  - 2023 - Nadat NASA op 2 november 2023 bekend maakte dat uit de eerste resultaten van de flyby van Ruimtesonde Lucy langs de planetoïde (152830) Dinkinesh blijkt dat het object kleine satelliet heeft en blijkt uit verdere waarnemingen dat deze satelliet zelf een binair paar is van twee ongeveer even grote objecten die elkaar raken. Het is voor het eerst dat een dergelijk binair object is ontdekt dat rond een planetoïde draait.[16]
  - 2023 - Het Europese ruimteagentschap ESA presenteert de eerste kleurenfoto's die gemaakt zijn door de ruimtetelescoop Euclid. Volgens ESA zijn de foto's van een ongeëvenaarde kwaliteit.[17]

## Geboren

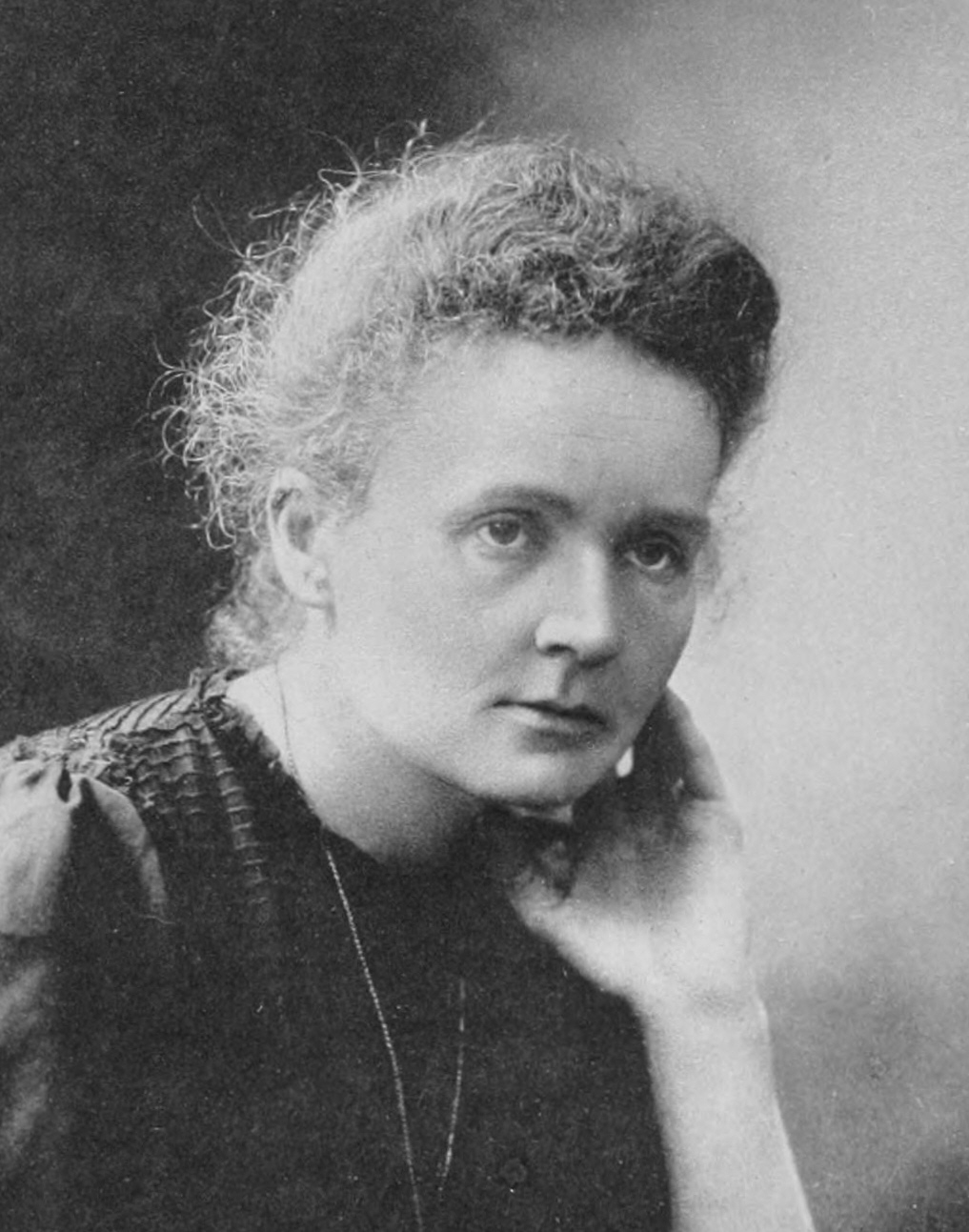
Marie Curie
geboren in 1867

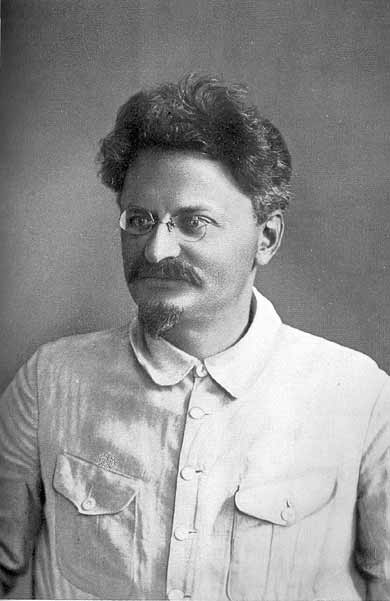
Leon Trotski
geboren in 1879

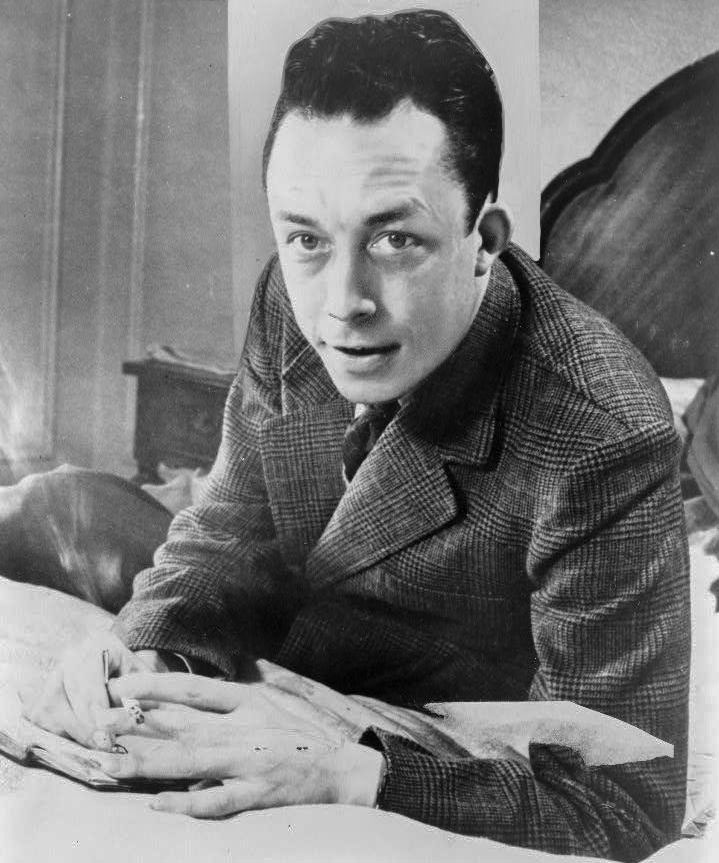
Albert Camus
geboren in 1913

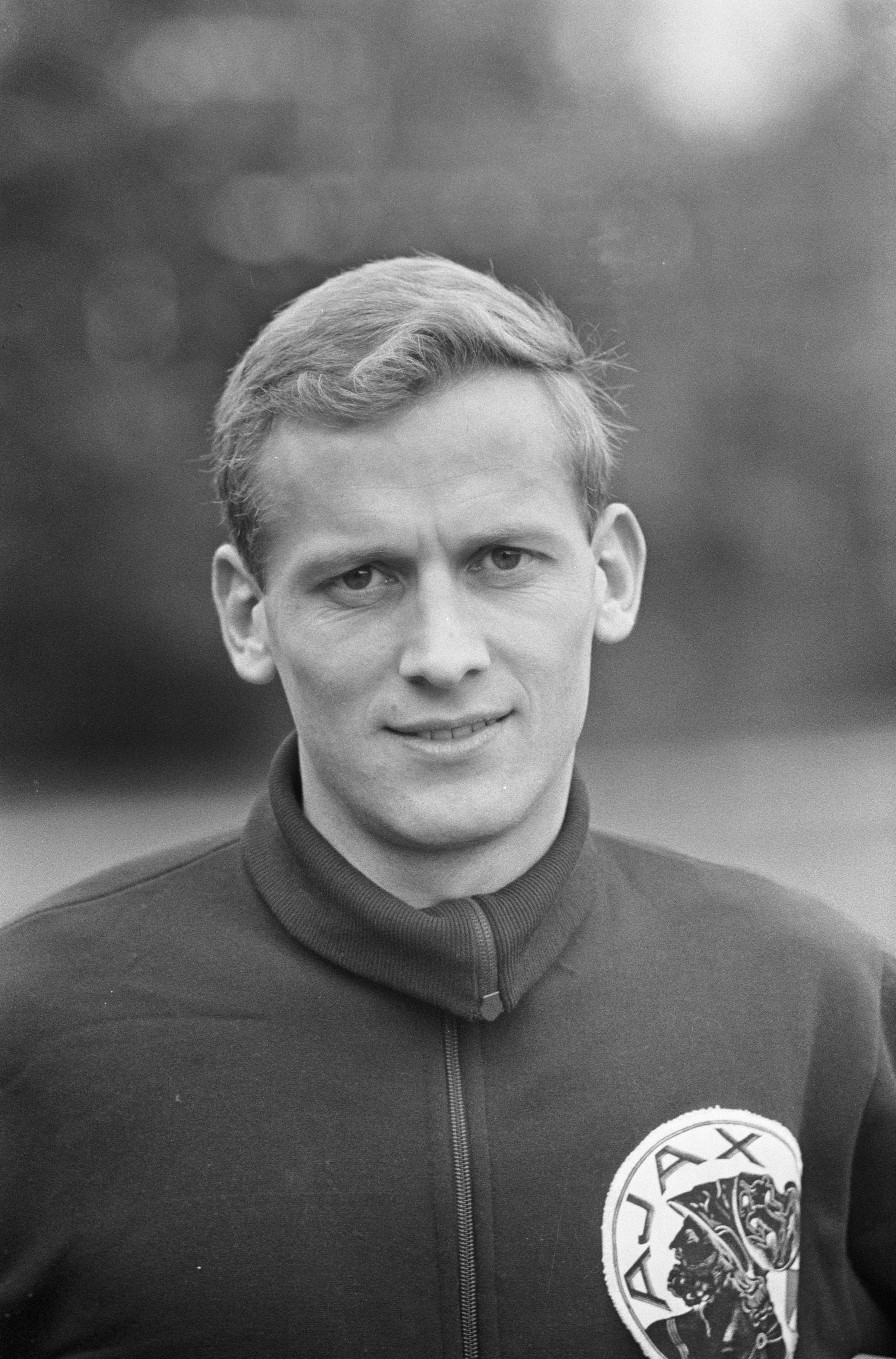
Klaas Nuninga,
geboren in 1940

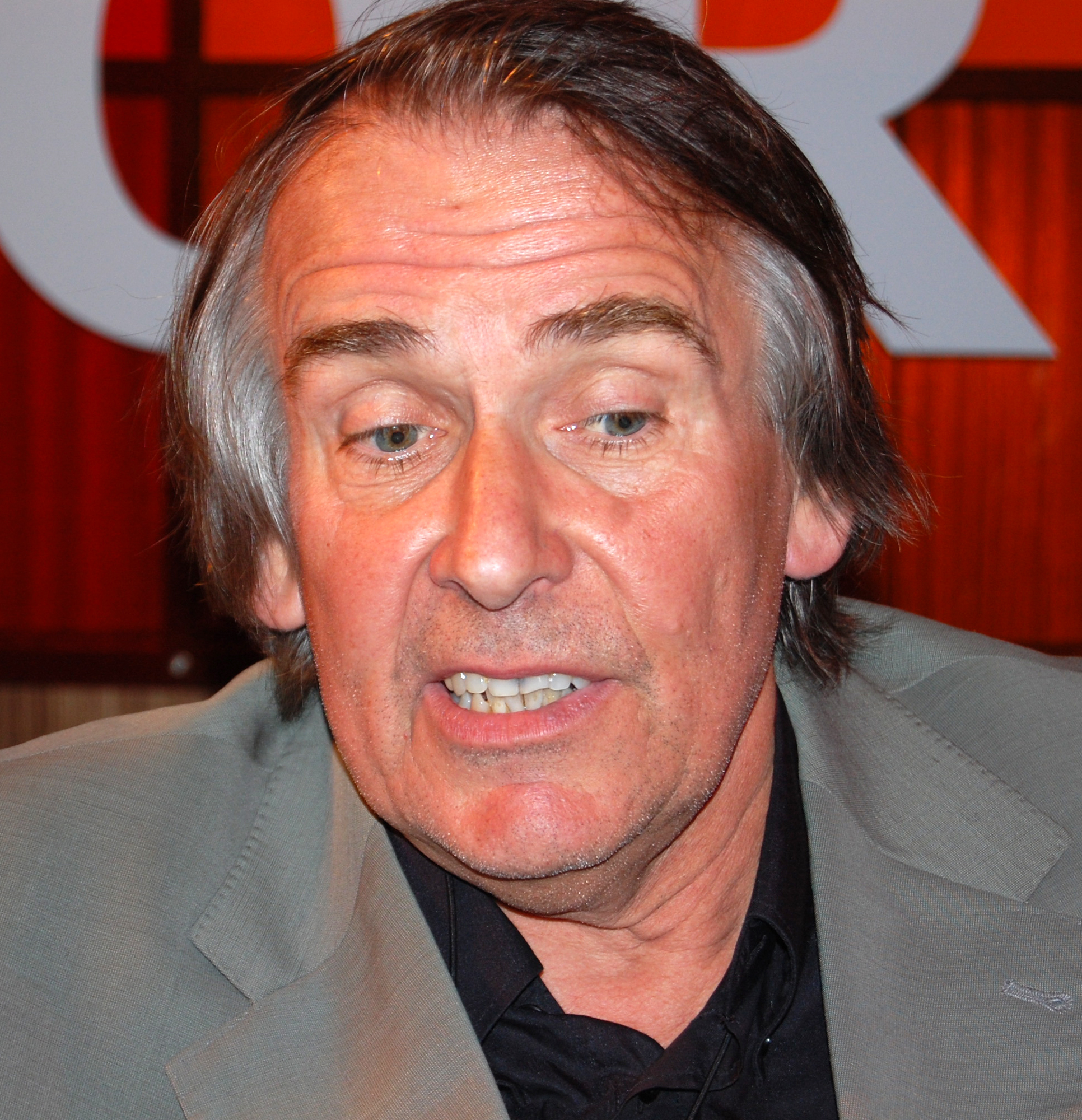
Martin Šimek,
geboren in 1948

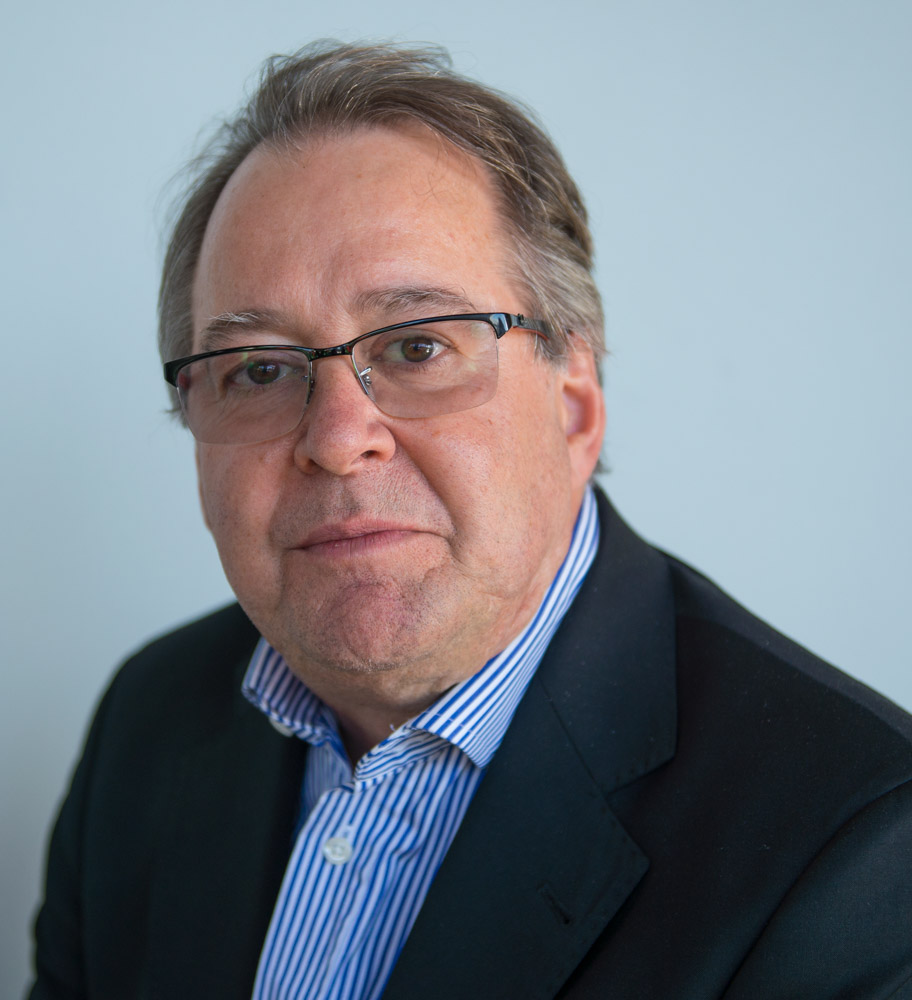
Göran Ragnerstam,
geboren in 1957

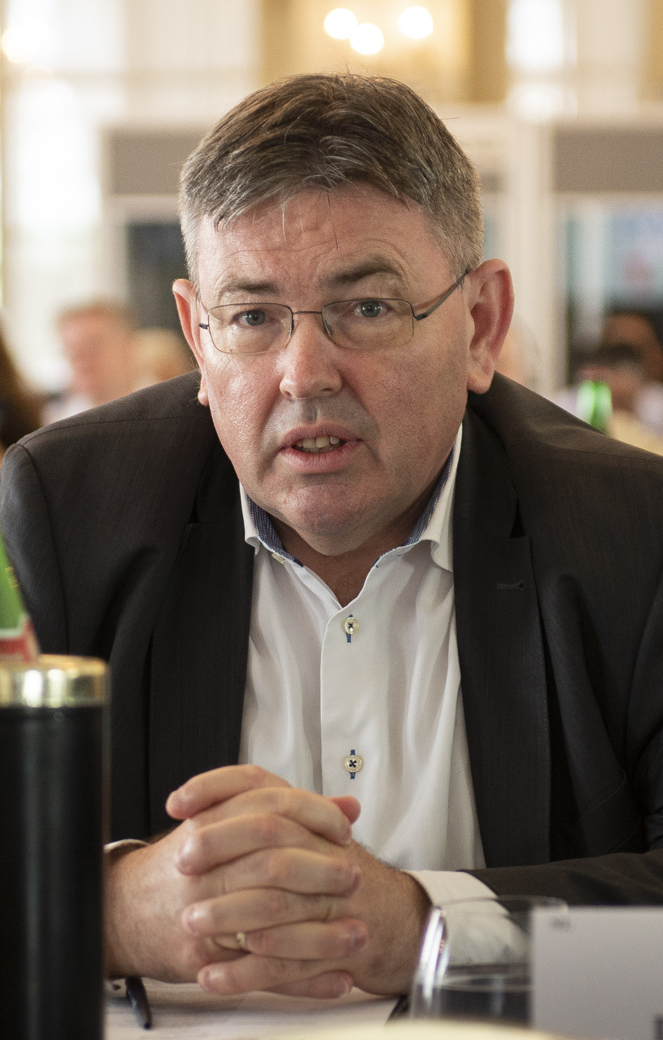
Derk Jan Eppink,
geboren in 1958

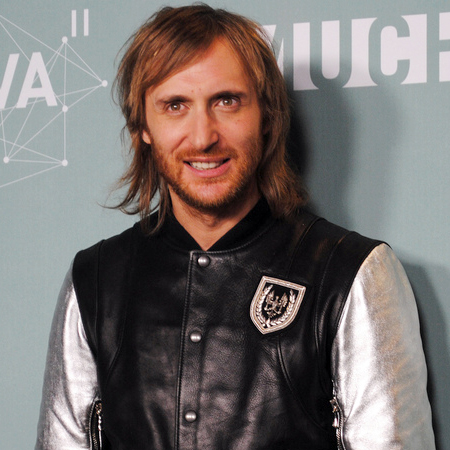
David Guetta,
geboren in 1967

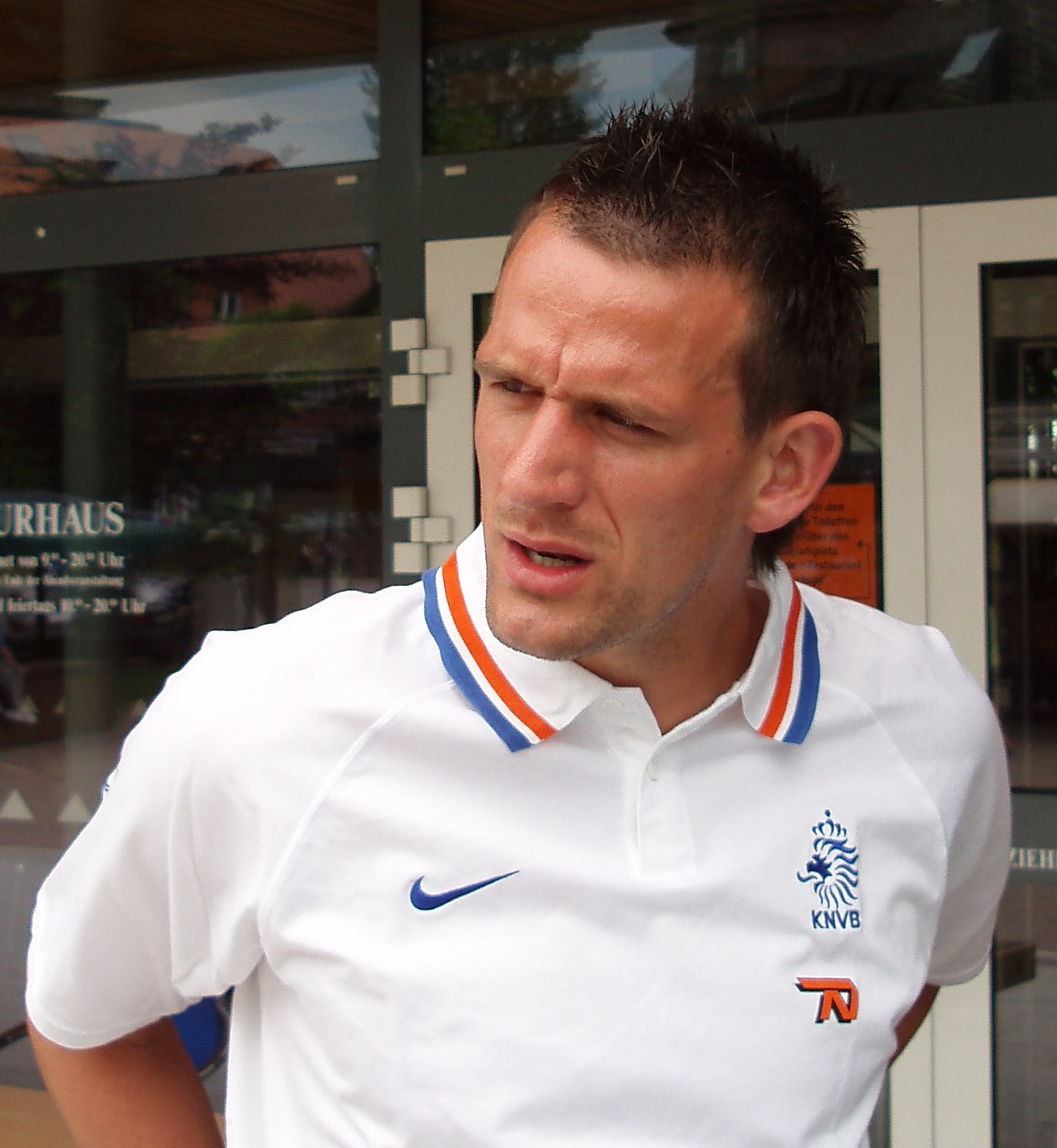
Jan Vennegoor of Hesselink,
geboren in 1978

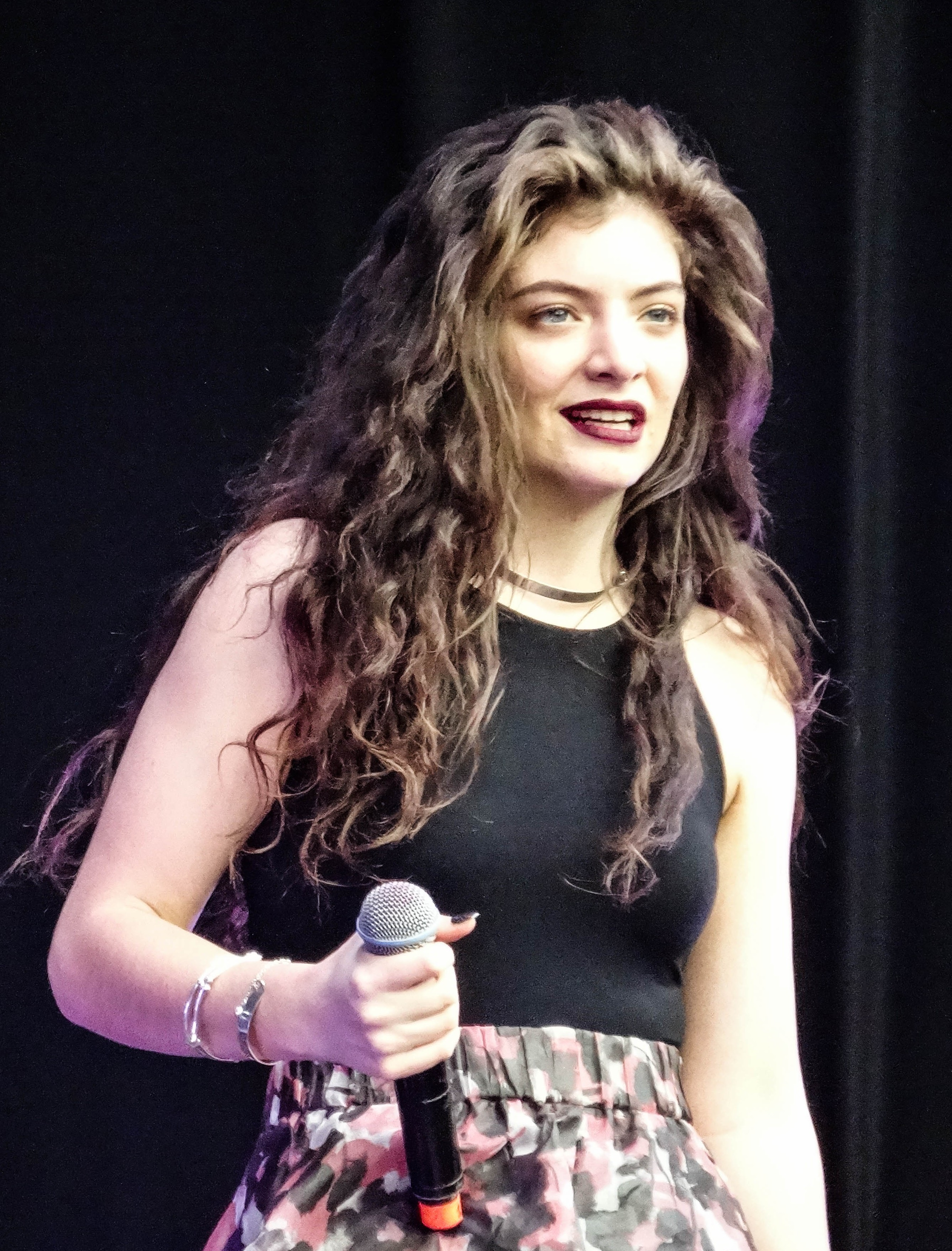
Lorde,
geboren in 1996

- 994 - Ibn Hazm, Arabisch filosoof (overleden 1064)
- 1598 - Francisco de Zurbarán, Spaans schilder (overleden 1664)
- 1623 - Johan II van Waldeck-Landau, Duits graaf (overleden 1668)
- 1656 - Walraad van Nassau-Ottweiler, gouverneur van Nijmegen (overleden 1705)
- 1750 - Friedrich Leopold zu Stolberg-Stolberg, Duits dichter (overleden 1819)
- 1811 - Karel Jaromír Erben, Tsjechisch uitgever, dichter en advocaat (overleden 1870)
- 1832 - Andrew Dickson White, Amerikaans diplomaat (overleden 1918)
- 1847 - Ilta Ekroos, Fins operazangeres (overleden 1928)
- 1850 - Bertha Waszklewicz-van Schilfgaarde, Nederlands vredesactivist en publicist (overleden 1937)
- 1856 - Semion Alapin, Litouws schaker (overleden 1923)
- 1866 - Paul Lincke, Duits componist en theaterkapelmeester (overleden 1946)
- 1867 - Marie Curie, Pools-Frans natuurkundige (overleden 1934)
- 1875 - Michail Kalinin, Sovjet-politicus (overleden 1946)
- 1878 - Lise Meitner, Oostenrijks-Amerikaans chemicus (overleden 1968)
- 1879 - Lev Trotski, Russisch revolutionair (overleden 1940)
- 1883 - Valerio Valeri, Italiaans curiekardinaal (overleden 1963)
- 1886 - Aaron Nimzowitsch, Russisch schaker (overleden 1935)
- 1888 - Chandrasekhara Raman, Indiaas natuurkundige (overleden 1970)
- 1891 - Rosa Spier, Nederlands harpiste (overleden 1967)
- 1897 - Herman J. Mankiewicz, Amerikaans schrijver en producer (overleden 1953)
- 1903 - Ary Barroso, Braziliaans componist (overleden 1964)
- 1903 - Albert Helman, Nederlands schrijver (overleden 1996)
- 1903 - Konrad Lorenz, Oostenrijks zoöloog en ornitholoog (overleden 1989)
- 1905 - William Alwyn, Engels componist (overleden 1985)
- 1905 - Gust Persoons, Belgisch dirigent, componist en muziekpedagoog (overleden 1971)
- 1907 - Loes van Overeem, Nederlands vrijwilligster van het Rode Kruis tijdens en na de Tweede Wereldoorlog (overleden 1980)
- 1912 - Sezefredo Ernesto da Costa (Cardeal), Braziliaans voetballer (overleden 1949)
- 1912 - Ernst Lehner, Duits voetballer en trainer (overleden 1986)
- 1913 - Albert Camus, Frans schrijver en Nobelprijswinnaar (overleden 1960)
- 1914 - Jesus Villamor, Filipijns gevechtspiloot en oorlogsheld (overleden 1971)
- 1917 - Ján Arpáš, Slowaaks voetballer (overleden 1976)
- 1917 - Lies Koning, Nederlands atlete (overleden 1975)
- 1917 - Helen Suzman, Zuid-Afrikaans politica en anti-apartheidsactiviste (overleden 2009)
- 1918 - Billy Graham, Amerikaans evangelist (overleden 2018)
- 1918 - Willemijn van Gurp, Nederlands verzetsstrijdster in WO II (overleden 2021)
- 1920 - Elaine Morgan, Welsh schrijfster (overleden 2013)
- 1921 - Sienie Strikwerda, Nederlands vredesactiviste (overleden 2013)
- 1925 - Ernst Mosch, Duits muzikant (overleden 1999)
- 1926 - Ergilio Hato, Antilliaans voetballer (overleden 2003)
- 1926 - Joan Sutherland, Australisch operazangeres (overleden 2010)
- 1927 - Hiroshi Yamauchi, Japans ondernemer (overleden 2013)
- 1929 - Eric Kandel, Oostenrijks neuroloog en Nobelprijswinnaar
- 1930 - Greg Bell, Amerikaans atleet (overleden 2025)
- 1930 - Annet Nieuwenhuijzen, Nederlands actrice (overleden 2016)
- 1931 - Florencio Vargas, Filipijns politicus (overleden 2010)
- 1935 - Ton van Kluyve, Nederlands zanger (overleden 2017)
- 1936 - Jaap Stobbe, Nederlands acteur (overleden 2020)
- 1936 - Roger Vangheluwe, Belgisch rooms-katholieke bisschop
- 1939 - Dudu, Braziliaans voetballer (overleden 2024)
- 1939 - Barbara Liskov, Amerikaans informaticus
- 1939 - Daan Manneke, Nederlands componist en organist
- 1940 - John Hatch, Amerikaans ontwikkelingseconoom
- 1940 - Klaas Nuninga, Nederlands voetballer
- 1941 - Issy ten Donkelaar, Nederlands voetballer en voetbaltrainer
- 1941 - Angelo Scola, Italiaans kardinaal-patriarch van Venetië
- 1942 - Johnny Rivers, Amerikaans zanger en gitarist
- 1943 - Joni Mitchell, Canadees zangeres
- 1943 - Wim Noordhoek, Nederlands radiomaker, journalist en auteur
- 1944 - Harry Hestad, Noors voetballer
- 1944 - Johan Ooms, Nederlands acteur (overleden 2020)
- 1944 - Luigi Riva, Italiaans voetballer (overleden 2024)
- 1946 - John Aylward, Amerikaans acteur (overleden 2022)
- 1947 - Bob Anderson, Engels darter
- 1947 - Ron Leavitt, Amerikaans producent (overleden 2008)
- 1948 - Martin Šimek, Tsjechisch-Nederlands tenniscoach, presentator, cartoonist en columnist
- 1949 - Selma Leydesdorff, Nederlands historica
- 1949 - Steven Stucky, Amerikaans componist, muziekpedagoog en dirigent (overleden 2016)
- 1951 - Nick Gilder, Brits-Canadees rockzanger
- 1951 - Anne Grethe Jensen-Törnblad, Deens amazone
- 1952 - David Petraeus, Amerikaans militair
- 1955 - Norbert Eder, Duits voetballer (overleden 2019)
- 1956 - José Villafuerte, Ecuadoraans voetballer
- 1957 - Bill Froberg, Amerikaans honkballer en honkbalcoach (overleden 2020)
- 1957 - Göran Ragnerstam, Zweeds acteur
- 1958 - Derk Jan Eppink, Nederlands politicus
- 1959 - Alexandre Guimarães, Braziliaans-Costa Ricaans voetballer en voetbaltrainer
- 1960 - Tommy Thayer, Amerikaans gitarist
- 1961 - Igor Glek, Russisch schaker
- 1961 - Mark Hateley, Engels voetballer
- 1961 - Andrej Kovaljov, Wit-Russisch schaker
- 1963 - John Barnes, Engels voetballer
- 1963 - Maurice Luttikhuis, Nederlands dirigent
- 1964 - Sabine De Wachter, Belgisch atlete
- 1964 - Jérôme Putzeys, Belgisch atleet
- 1966 - Piotr Czachowski, Pools voetballer
- 1966 - Gerrit Stavast, Nederlands handballer en handbalcoach
- 1967 - David Guetta, Frans house-dj
- 1967 - Marc Hottiger, Zwitsers voetballer
- 1967 - Sharleen Spiteri, Brits (Schots) zangeres en songwriter
- 1968 - Tom Waes, Belgisch acteur en televisiepresentator
- 1969 - Michelle Clunie, Amerikaans actrice
- 1969 - Hélène Grimaud, Frans pianiste
- 1970 - Marc Rosset, Zwitsers-Monegask tennisspeler
- 1970 - Morgan Spurlock, Amerikaans documentairemaker (overleden 2024)
- 1972 - Marcus Stewart, Engels voetballer
- 1973 - Marco Antônio Lemos Tozzi (Catê), Braziliaans voetballer (overleden 2011)
- 1973 - Monique van der Lee, Nederlands judoka
- 1973 - Martín Palermo, Argentijns voetballer
- 1974 - Felipe Aguilar, Chileens golfer
- 1974 - Brigitte Foster-Hylton, Jamaicaans atlete
- 1976 - Pierre Kaffer, Duits autocoureur
- 1976 - Mark Philippoussis, Australisch tennisser
- 1977 - Andres Oper, Ests voetballer
- 1978 - Mohamed Abo Treka, Egyptisch voetballer
- 1978 - Rio Ferdinand, Engels voetballer
- 1978 - Jan Vennegoor of Hesselink, Nederlands voetballer
- 1979 - Danny Fonseca, Costa Ricaans voetballer
- 1979 - Dirk Schoofs, Belgisch voetballer
- 1979 - Marieke van der Wal, Nederlands handbalster
- 1980 - Dion Esajas, Nederlands-Surinaams voetballer
- 1980 - Shannon Bahrke, Amerikaans freestyleskiester
- 1980 - Ryan Nannan, Surinaams wetenschapper en ambassadeur (overleden 2025)
- 1980 - Abdoulaye Soumare, Frans voetballer
- 1981 - Davy De Beule, Belgisch voetballer
- 1982 - Rick Malambri, Amerikaans acteur
- 1983 - Eduardo Rubio, Chileens voetballer
- 1984 - Mihkel Aksalu, Estisch voetballer
- 1984 - Roberto Miña, Ecuadoraans voetballer
- 1986 - Jimmy Auby, Zuid-Afrikaans autocoureur
- 1986 - Dmytro Tsjyhrynskyj, Oekraïens voetballer
- 1988 - Tom Meeusen, Belgisch veldrijder
- 1988 - Yuki Muto, Japans voetballer
- 1988 - Yves Van Lokeren, Belgisch voetballer
- 1989 - Maya Fridman, Russisch muzikanten
- 1989 - Job Kienhuis, Nederlands zwemmer
- 1990 - Daniel Ayala, Spaans voetballer
- 1990 - David de Gea, Spaans voetballer
- 1991 - Anne Gadegaard, Deens zangeres
- 1991 - Felix Rosenqvist, Zweeds autocoureur
- 1991 - Jef Van der Veken, Belgisch voetballer
- 1992 - Laurens De Bock, Belgisch voetballer
- 1992 - Stefan Plat, Nederlands voetballer
- 1993 - Jürgen Locadia, Nederlands-Curaçaos voetballer
- 1993 - Arthur Masuaku, Congolees-Frans voetballer
- 1994 - Aboubakar Camara, Guinees voetballer
- 1994 - Kanako Murakami, Japans kunstschaatsster
- 1994 - Benito Raman, Belgisch voetballer
- 1995 - Bethany Mota, Amerikaans vlogger
- 1995 - Cody Ware, Amerikaans autocoureur
- 1996 - André Horta, Portugees voetballer
- 1996 - Lorde, Nieuw-Zeelands songwriter en zangeres
- 1997 - Bradley de Nooijer, Nederlands-Surinaams voetballer
- 1997 - Elisha Owusu, Ghanees-Frans voetballer
- 1997 - Martina Piemonte, Italiaans voetbalster
- 1997 - Fabienne Wohlwend, Liechtensteins autocoureur
- 1998 - DJ Buffonge, Antiguaans-Engels voetballer
- 1998 - Delano Burgzorg, Nederlands-Surinaams voetballer
- 1998 - Clemens Leitner, Oostenrijks schansspringer
- 1998 - Arijanet Murić, Kosovaars-Montenegrijns-Zwitsers voetballer
- 1999 - Álex Millán, Spaans voetballer
- 1999 - Thomas Paumen, Belgisch voetballer
- 2000 - Callum Hudson-Odoi, Engels-Ghanees voetballer
- 2000 - Anass Zaroury, Belgisch voetballer
- 2003 - Milos Kerkez, Hongaars-Servisch voetballer
- 2003 - Cason Wallace, Amerikaans basketballer
- 2004 - Chris Lokesa, Belgisch voetballer
- 2004 - Kokomo Murase, Japans snowboardster
- 2005 - Nicci Berrevoets, Nederlands voetbalster
- 2006 - Giulia Dragoni, Italiaans voetbalster

## Overleden

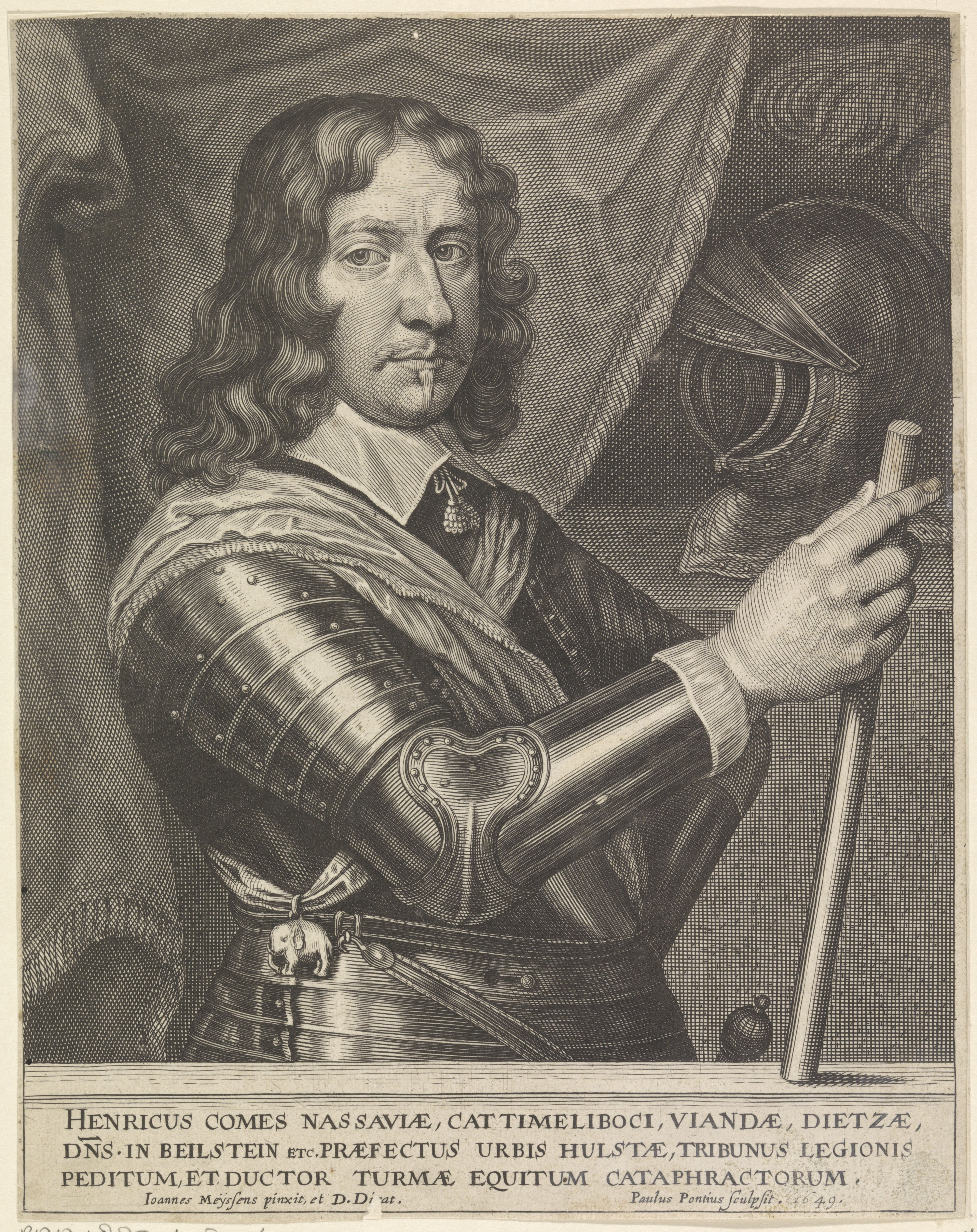
Hendrik van Nassau-Siegen
overleden in 1652

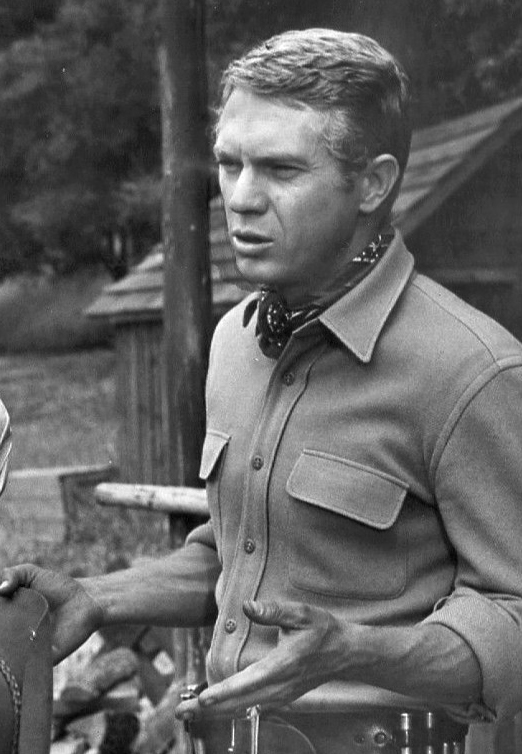
Steve McQueen,
overleden in 1980

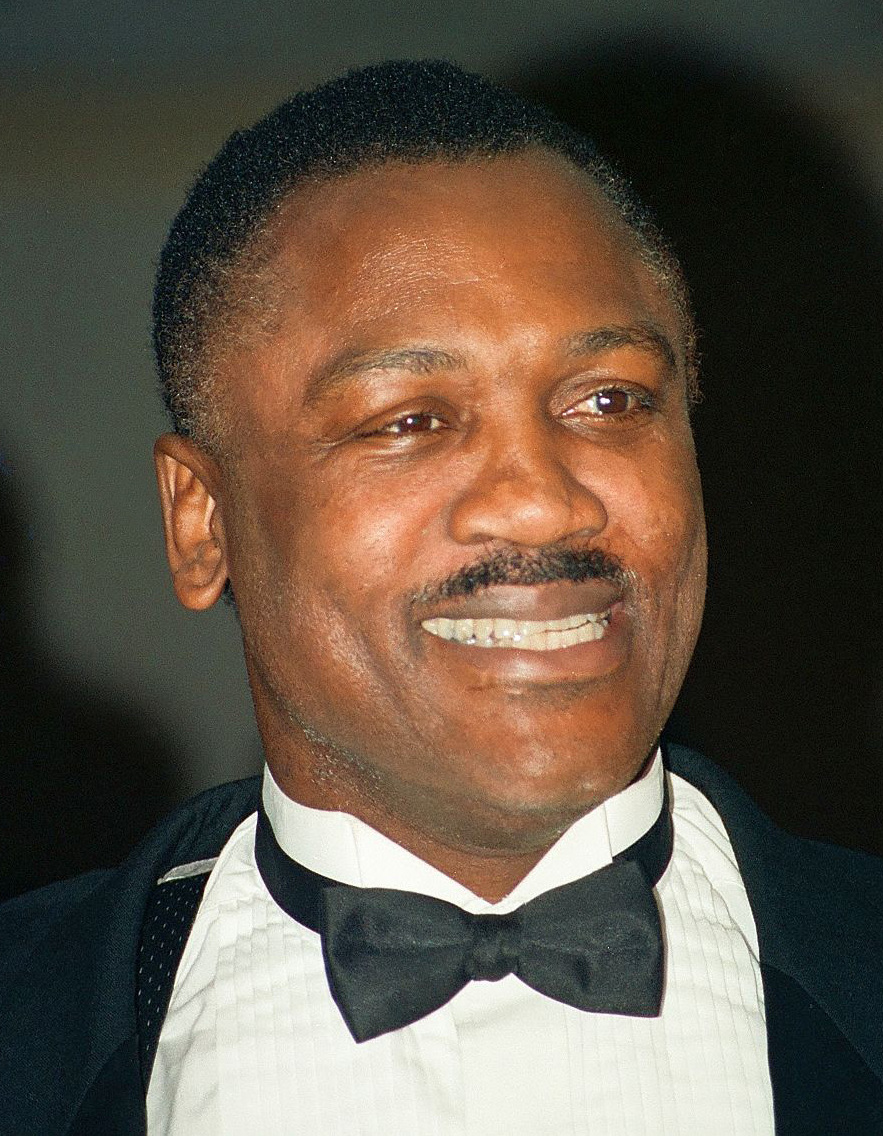
Joe Frazier,
overleden in 2011

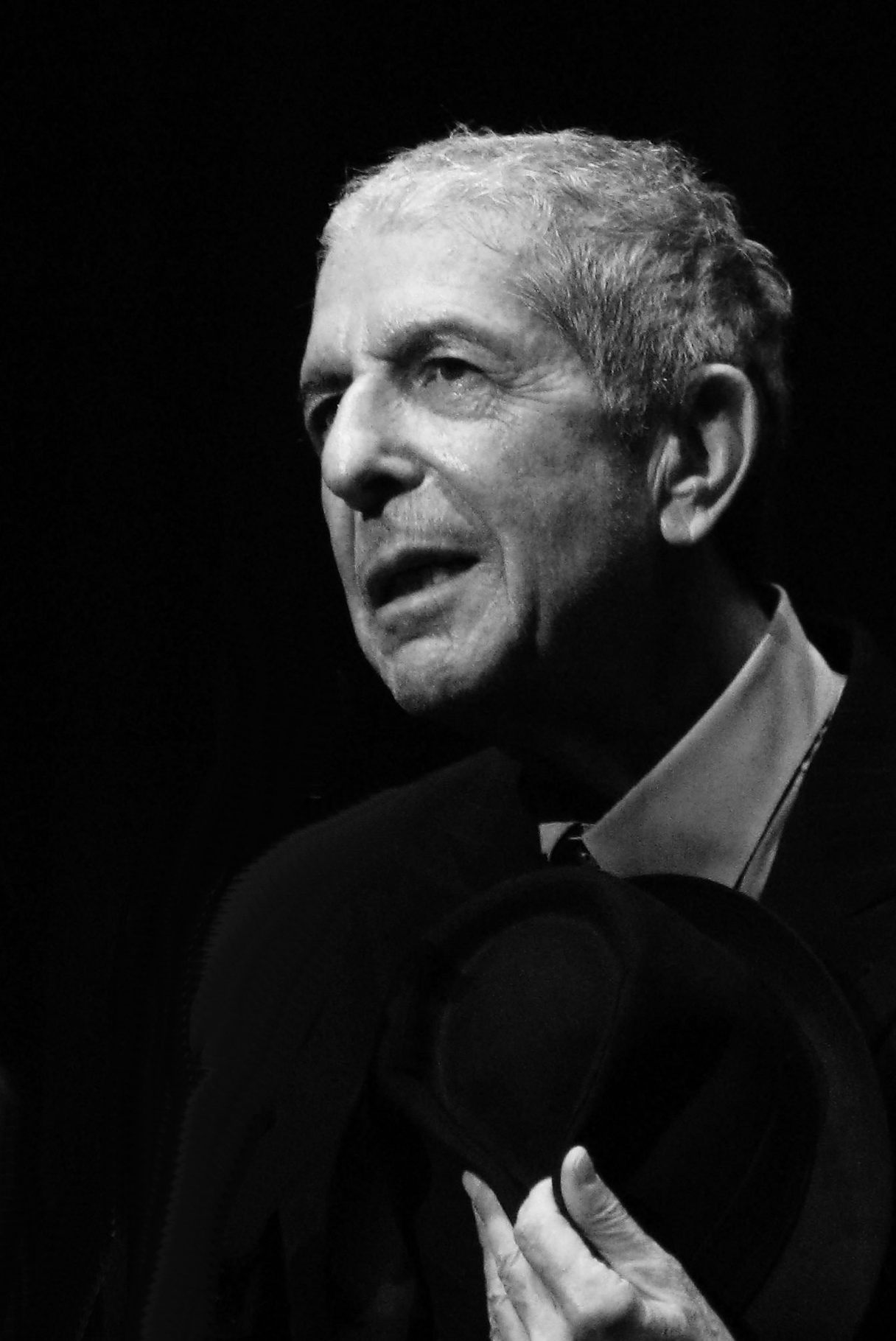
Leonard Cohen,
overleden in 2016

- 739 - Willibrord (81), patroon van de Nederlandse Kerkprovincie
- 1225 - Engelbert II van Berg (40), aartsbisschop van Keulen
- 1393 - Walram IV van Nassau-Wiesbaden-Idstein, graaf van Nassau-Wiesbaden-Idstein
- 1442 - Margaretha van Baden (38), Duits edelvrouw
- 1608 - Adolf van Nassau-Siegen (22), Duits ritmeester in Staatse dienst
- 1633 - Cornelis Drebbel (61), Nederlands uitvinder
- 1652 - Hendrik van Nassau-Siegen (41), Duits graaf, officier en diplomaat in Staatse dienst, gouverneur van Hulst
- 1713 - Elizabeth Barry (55), Brits actrice
- 1872 - Alfred Clebsch (39), Duits wiskundige
- 1913 - Alfred Russel Wallace (90), Brits natuuronderzoeker en bioloog
- 1919 - Hugo Haase (56), Duits sociaaldemocratisch politicus
- 1930 - Alfonso Maria Mistrangelo (78), Italiaans kardinaal-aartsbisschop van Florence
- 1936 - Karl Wetaschek (76), Oostenrijks componist en dirigent
- 1957 - Leo Kierkels (74), Nederlands internuntius in India
- 1957 - Erhard Weiß (43), Duits schoonspringer
- 1960 - Tadeusz Synowiec (70), Pools voetballer
- 1962 - Eleanor Roosevelt (78), mensenrechtenactiviste en first lady van de Verenigde Staten 1933-1945
- 1967 - John Nance Garner (98), Amerikaans Democratisch politicus; vicepresident 1933-1941
- 1967 - Ian Raby (46), Brits autocoureur
- 1974 - Francisca Tirona-Benitez (88), Filipijns universiteitsbestuurder
- 1974 - Eric Linklater (75), Brits schrijver
- 1974 - Karl Schöchlin (80), Zwitsers roeier
- 1975 - Piero Dusio (76), Italiaans autocoureur
- 1980 - Steve McQueen (50), Amerikaans filmacteur
- 1983 - Germaine Tailleferre (91), Frans componist
- 1992 - Alexander Dubček (70), Slowaaks politicus
- 1994 - Charles Mathiesen (83), Noors schaatser
- 1994 - Shorty Rogers (70), Amerikaans jazzmuzikant
- 2000 - Ingrid van Zweden (90), koningin van Denemarken
- 2001 -  Bertus Botterman (91), Nederlands acteur
- 2002 - Rudolf Augstein (79), Duits uitgever
- 2006 - John Coburn (81), Australisch abstract schilder
- 2006 - Guy Degrenne (81), Frans ondernemer
- 2006 - Dirk Rijnders (97), Nederlands ambtenaar en politicus
- 2006 - Jean-Jacques Servan-Schreiber (82), Frans journalist, publicist en politicus
- 2008 - Wik Jongsma (65), Nederlands acteur
- 2011 - Joe Frazier (67), Amerikaans bokskampioen
- 2011 - Peter Meijer (65), Nederlands politicus
- 2011 - Carel Jan Schneider ook bekend als F. Springer (79), Nederlands schrijver en diplomaat
- 2012 - Aleksandr Berkoetov (79), Sovjet roeier
- 2012 - Heinz-Jürgen Blome (65), Duits voetballer
- 2012 - Miggy (51), Nederlands zangeres
- 2013 - Ron Dellow (99), Brits voetballer en voetbaltrainer
- 2013 - Manfred Rommel (84), Duits burgemeester
- 2013 - Paul Stolk (67), Nederlands nieuwsfotograaf
- 2015 - Gunnar Hansen (68), Amerikaans acteur
- 2016 - May Claerhout (77), Belgisch beeldhouwster
- 2016 - Leonard Cohen (82), Canadees zanger
- 2016 - Janet Reno (78), Amerikaans politica
- 2016 - Jan Roeland (81), Nederlands kunstschilder
- 2017 - Wim Brussen (74), Nederlands orkestleider
- 2017 - Hans Schäfer (90), Duits voetballer
- 2017 - Boelhouwer van Wouwe (78), Nederlands burgemeester
- 2018 - Francis Lai (86), Frans componist
- 2020 - Cándido Camero (99), Cubaans percussionist
- 2020 - Jochem Douma (88), Nederlands ethicus
- 2020 - Jonathan Sacks (72), Brits geestelijke, filosoof, theoloog, auteur en politicus
- 2021 - Pieter Seuren (87), Nederlands taalkundige
- 2021 - Dean Stockwell (85), Amerikaans acteur
- 2021 - Anton Valens (57), Nederlands kunstschilder en schrijver
- 2021 - Bas van der Vlies (79), Nederlands politicus
- 2022 - Leslie Phillips (98), Brits acteur
- 2022 - Jan Vermaat (83), Nederlands kunstenaar
- 2023 - Frank Borman (95), Amerikaans astronaut
- 2023 - Georges Salmon (90), Belgisch atleet
- 2024 - Walter Dahn (70), Duits kunstschilder, fotograaf en musicus
- 2024 - Geneviève Grad (80), Frans actrice
- 2024 - Pim Sierks (92), Nederlands piloot

## Viering/herdenking
- Sovjet-Unie: Dag van de Oktoberrevolutie
- Rooms-katholieke kalender:
  - Heilige Willibrordus († 739), Patroon van Nederland en de herbergiers (Hoogfeest enkel in de Nederlandse kerkprovincie)
  - Heilige Ernest(us) (van Zwiefalten) († 693)
  - Heilige Florentius van Straatsburg († 1148)
  - Heilige Carina (van Ankara) († 360/2)
  - Heilige Auctus, Taurion en Thessalonica van Amfipolis († c. 300)
  - Heilige Gebetrude van Rémiremont († c. 675/90)
  - Heilige Angilbertus van Keulen († 1225)
  - Zalige Franciscus Palau y Quer († 1872), Vrije gedachtenis in Spanje

## Weerextremen

### Nederland
| | Officiële records | Officiële records | Officiële records |      | Landelijke records | Landelijke records | Landelijke records |
| Gebeurtenis | Jaar              | Extreem           | Locatie           | Jaar | Extreem            | Locatie            |                    |
| --- | ----------------- | ----------------- | ----------------- | ---- | ------------------ | ------------------ | ------------------ |
| Laagste etmaalgemiddelde temperatuur (°C) | 1908              | −2,5              | De Bilt           |      | 1907 1908          | −2,5               | Eelde De Bilt      |
| Hoogste etmaalgemiddelde temperatuur (°C) | 2015              | 16,4              | De Bilt           |      | 2015               | 17,4               | Ell                |
| Laagste minimumtemperatuur (°C) | 1908              | −7,6              | De Bilt           |      | 1908               | −7,6               | De Bilt            |
| Hoogste minimumtemperatuur (°C) | 2015              | 14,1              | De Bilt           |      | 2015               | 14,8               | Arcen, Twenthe     |
| Laagste maximumtemperatuur (°C) | 1980              | 0,6               | De Bilt           |      | 1907               | −0,7               | Eelde              |
| Hoogste maximumtemperatuur (°C) | 2015              | 18,5              | De Bilt           |      | 1955               | 20,1               | Eindhoven          |
| Hoogste uurgemiddelde windsnelheid (m/s) | 1921              | 17,0              | De Bilt           |      | 1943 1979          | 21,6               | De Kooy Cadzand    |
| Hoogste windstoot (m/s) | 1997              | 19,0              | De Bilt           |      | 1979               | 27,3               | Cadzand            |
| Langste zonneschijnduur (uur) | 2003              | 8,2               | De Bilt           |      | 1978 2003          | 8,3                | Maastricht Volkel  |
| Langste neerslagduur (uur) | 1972              | 19,4              | De Bilt           |      | 1991               | 19,5               | Maastricht         |
| Hoogste etmaalsom van de neerslag (mm) | 1963              | 21,4              | De Bilt           |      | 1996               | 30,9               | Soesterberg        |
| Laagste etmaalgemiddelde relatieve vochtigheid (%) | 1944, 1982        | 56                | De Bilt           |      | 1982               | 52                 | Deelen, Eindhoven  |
| Laagste uurwaarde luchtdruk op zeeniveau (hPa) | 2000              | 978,0             | De Bilt           |      | 1910               | 975,4              | De Kooy            |
| Hoogste uurwaarde luchtdruk op zeeniveau (hPa) | 2003              | 1035,2            | De Bilt           |      | 2003               | 1038,1             | Eelde              |
| Officiële records worden altijd gemeten op het KNMI-weerstation in De Bilt. Landelijke records kunnen worden gemeten op elk officieel KNMI-weerstation in Nederland. |                   |                   |                   |      |                    |                    |                    |

Uitzonderlijke gebeurtenissen
- 1908 - Officieel laagste maximumtemperatuur in °C van november dit jaar gemeten in De Bilt: 3,4
- 1928 - Officieel laagste maximumtemperatuur in °C van november dit jaar gemeten in De Bilt: 6,6
- 1954 - Laatste landelijke zachte dag van het jaar gemeten in Eindhoven (maximumtemperatuur ≥ 15 °C op een officieel weerstation)
- 1955 - Laatste officiële zachte dag van het jaar (maximumtemperatuur ≥ 15 °C in De Bilt)
- 1962 - Laatste landelijke zachte dag van het jaar gemeten in Twenthe (maximumtemperatuur ≥ 15 °C op een officieel weerstation)
- 1965 - Laatste officiële zachte dag van het jaar (maximumtemperatuur ≥ 15 °C in De Bilt)
- 1966 - Laatste officiële zachte dag van het jaar (maximumtemperatuur ≥ 15 °C in De Bilt)
- 1997 - Laatste landelijke zachte dag van het jaar gemeten in Maastricht (maximumtemperatuur ≥ 15 °C op een officieel weerstation)
- 2014 - Officieel maandrecord hoogste etmaalgemiddelde temperatuur in °C van november gemeten in De Bilt: 16,4
- 2015 - Landelijk maandrecord hoogste etmaalgemiddelde temperatuur in °C van november gemeten in Ell: 17,4
- 2015 - Landelijk maandrecord hoogste minimumtemperatuur in °C van november gemeten in Arcen en Twenthe: 14,8
- 2018 - Laatste landelijke zachte dag van het jaar gemeten in Arcen, Deelen, Eelde, Heino, Hoogeveen, Hupsel, Nieuw Beerta en Twenthe (maximumtemperatuur ≥ 15 °C op een officieel weerstation)
- 2023 - Landelijk langste zonneschijnduur in uren van november dit jaar gemeten in Vlissingen: 8,2 (voorlopig)

### België
Dagrecords
- 1888 - Laagste etmaalgemiddelde temperatuur −1,1 °C
- 2015 - Hoogste etmaalgemiddelde temperatuur 17,3 °C
- 1908 - Laagste minimumtemperatuur −4,4 °C
- 1955 - Hoogste maximumtemperatuur 20,2 °C
- 1925 - Hoogste etmaalsom van de neerslag 24,7 mm
- 2015 - Nacht van 6 op 7 november: Warmste nacht ooit gemeten in Ukkel : 16,4 °C[20]

Uitzonderlijke gebeurtenissen
- 1952 - Een storm trekt over het land. In Oostende worden windstoten van 120 km/u gemeten.
- 1955 - Maximumtemperatuur 20,0 °C in Maredsous (Anhée) en 20,5 °C in Gerdingen (Bree).

<< · 1 · 2 · 3 · 4 · 5 · 6 · 7 · 8 · 9 · 10 · 11 · 12 · 13 · 14 · 15 · 16 · 17 · 18 · 19 · 20 · 21 · 22 · 23 · 24 · 25 · 26 · 27 · 28 · 29 · 30 · >>